# 马振昭
马振昭（1997年11月5日—），中国女子柔道运动员，2018年亚洲运动会女子78公斤级铜牌得主、2022年世界柔道锦标赛女子78公斤级银牌得主、2022年亚洲运动会女子78公斤级金牌得主和混合团体铜牌得主。